# Campionato spagnolo boulder di arrampicata
Il Campionato spagnolo boulder di arrampicata è il campionato spagnolo di arrampicata organizzato annualmente dalla Federación Española de Deportes de Montaña y Escalada (FEDME).
Gli altri due Campionati spagnoli di specialità dell'arrampicata sono:
- il Campionato spagnolo lead di arrampicata
- il Campionato spagnolo speed di arrampicata

## Albo d'oro
| Edizione | Data         | Luogo                      | Uomini                 | Donne                  |
| -------- | ------------ | -------------------------- | ---------------------- | ---------------------- |
| 1999     | 29 agosto    | Avilés                     | Bruno Macias Matutano  | Cristina Gonzalez      |
| 2000     | 24 giugno    | San Sebastián de los Reyes | Pedro Pons             | Leire Aguirre          |
| 2001     |              | Silleda                    | Pedro Pons             | Berta Martín Sancho    |
| 2002     | 27 ottobre   | Oviedo                     | Bruno Macias Matutano  | Leire Aguirre          |
| 2003     | 28 giugno    | El Pont de Suert           | Daniel Andrada         | Esther Cruz            |
| 2004     | 11 settembre | Barcellona                 | Daniel Andrada         | Esther Cruz            |
| 2005     | 27 agosto    | Avilés                     | Daniel Andrada         | Berta Martín Sancho    |
| 2006     | 15 luglio    | Motril                     | Eduard Marin           | Berta Martín Sancho    |
| 2007     | 10 giugno    | Barcellona                 | Bruno Macias Matutano  | Sara Aicart Ortiz      |
| 2008     | 11 ottobre   | Barcellona                 | Bruno Macias Matutano  | Esther Cruz            |
| 2009     | 30 maggio    | Barcellona                 | Bruno Macias Matutano  | Berta Martín Sancho    |
| 2010     | 20 marzo     | Barcellona                 | Bruno Macias Matutano  | Berta Martín Sancho    |
| 2011     | 30 aprile    | Barcellona                 | Bruno Macias Matutano  | Teresa Troya           |
| 2012     | 29 settembre | Barcellona                 | Ignac Sánchez Gónzalez | Eillen Jubes Angarita  |
| 2013     | 14 settembre | Saragozza                  | Ignac Sánchez Gónzalez | Eillen Jubes Angarita  |
| 2014     |              |                            |                        |                        |
| 2015     |              |                            |                        |                        |
| 2016     | 16 ottobre   | Barcellona                 |                        |                        |
| 2017     | 22 ottobre   | Barcellona                 | Jonatan Flor Vázquez   | Itziar Zabala Zurinaga |